# Herbodinnemolen
De Herbodinnemolen is een voormalige watermolen in de tot de Vlaams-Brabantse gemeente Londerzeel behorende plaats Malderen, gelegen aan Herbodin 3-5.
Deze onderslagmolen op de Grote Molenbeek was een dubbelmolen die fungeerde als korenmolen en oliemolen. De korenmolen stond in Malderen, de oliemolen op de andere oever te Londerzeel.

## Geschiedenis
Al in 1321 was sprake van een watermolen op deze plaats. Tijdens de godsdiensttwisten, omstreeks 1578, werd de molen verwoest. De molen werd in de 17e eeuw herbouwd en ook omstreeks 1780, in de 19e en 20e eeuw vonden verbouwingen plaats. De gevel aan de beekzijde, opgetrokken in zandsteen, is waarschijnlijk ouder.
In 1907 werd de oliemolen ontmanteld en ging het gebouw als pakhuis dienen. In 1955 stopte ook het korenmolengedeelte en werd daar het rad verwijderd.
- Inventaris van het Bouwkundig Erfgoed (Vlaanderen): 40096